# 林恩·戴维斯
林恩·戴维斯（英語：Lynn Davies，1942年5月20日—），英国男子田径运动员。他曾代表英国参加1964年、1968年和1972年夏季奥林匹克运动会田径比赛，获得一枚男子跳远金牌。